# Amt Demmin-Land
Das Amt Demmin-Land hat seinen Sitz in der amtsfreien Hansestadt Demmin. Zur Erledigung ihrer Verwaltung sind 16 Gemeinden zusammengeschlossen. Das Gebiet des Amtes erstreckt sich im Norden des im Zuge der Kreisgebietsreform 2011 neu geschaffenen Landkreises Mecklenburgische Seenplatte im Land Mecklenburg-Vorpommern. Historisch gesehen gehören Demmin und das sogenannte Demminer Land aber zu Vorpommern.

## Beschreibung
Dem Amt, das seit 1994 existiert, gehörten ursprünglich elf Gemeinden an. Am 1. Juni 2004 wurden fünf vormals selbständige Orte eingemeindet: Hohenbrünzow (nach Hohenmocker), Quitzerow (nach Kletzin), Sanzkow (nach Siedenbrünzow), Teusin (nach Utzedel) und Wotenick (nach Demmin). Nur einen Monat später wurde das Amtsgebiet dann noch um die zehn aufgelösten Gemeinden des einstigen Amtes Borrentin erweitert.

## Die Gemeinden mit ihren Ortsteilen
- Beggerow mit Buschmühl, Gatschow, Glendelin, Johannenhöhe und Kaslin
- Borrentin mit Gnevezow, Lindenhof, Metschow, Moltzahn, Pentz, Schwichtenberg und Wolkwitz
- Hohenbollentin
- Hohenmocker mit Hohenbrünzow, Peeselin, Sternfeld, Strehlow und Tentzerow
- Kentzlin mit Alt Kentzlin und Neu-Kentzlin
- Kletzin mit Pensin, Quitzerow und Ückeritz
- Lindenberg mit Hasseldorf und Krusemarkshagen
- Meesiger mit Gravelotte
- Nossendorf mit Annenhof, Medrow, Toitz und Volksdorf
- Sarow mit Ganschendorf, Gehmkow und Törpin
- Schönfeld mit Hohenfelde und Trittelwitz
- Siedenbrünzow mit Eugenienberg, Leppin, Sanzkow, Vanselow und Zachariae
- Sommersdorf mit Neu Sommersdorf
- Utzedel mit Leistenow, Dorotheenhof, Roidin und Teusin
- Verchen
- Warrenzin mit Beestland, Upost und Wolkow

## Politik

### Dienstsiegel
Das Amt verfügt über kein amtlich genehmigtes Hoheitszeichen, weder Wappen noch Flagge. Als Dienstsiegel wird das kleine Landessiegel mit dem Wappenbild des Landesteils Vorpommern geführt. Es zeigt einen aufgerichteten Greifen mit aufgeworfenem Schweif und der Umschrift „AMT DEMMIN - LAND * LANDKREIS MECKLENBURGISCHE SEENPLATTE“.